# Les Escaldes
Les Escaldes (katalanskt uttal: ləz əsˈkaɫdəs, lokalt: lez asˈkaɫdes) eller Escaldes är en stad i kommunen Escaldes-Engordany i Andorra. Staden ligger nära landets huvudstad Andorra la Vella. Staden hade 16 387 invånare år 2008, vilket gör staden till Andorras näst största, efter huvudstaden Andorra la Vella.